# الکس سوارز (بازیکن فوتبال، زاده ۲۰۰۳)
الکس سوارز (به انگلیسی: Álex Suárez؛ زادهٔ ۲۵ اوت ۲۰۰۳) بازیکن فوتبال اهل اسپانیا است.
از جمله باشگاه‌هایی که وی در آن‌ها بازی کرده‌است، می‌توان به باشگاه فوتبال رئال اویدو اشاره‌کرد.